# Relaciones Nueva Zelanda-Venezuela
Las relaciones Nueva Zelanda-Venezuela se refieren a las relaciones internacionales que existen entre Nueva Zelanda y Venezuela.

## Historia
Nueva Zelanda desconoció los resultados de las elecciones presidenciales de Venezuela de 2018, donde Nicolás Maduro fue declarado como ganador.[cita requerida]
En 2019, durante la crisis presidencial de Venezuela, el canciller de Nueva Zelanda, Winston Peters, expresó que el país necesitaba "decidir su futuro mediante elecciones libres y justas", negándose a tomar lados en el conflicto o de ofrecer reconocimiento oficial a Maduro o a Juan Guaidó.